# Konrad Eubel
Konrad Eubel O.F.M.Conv., al secolo Sebastian Eubel (Sinning, 19 gennaio 1842 – Würzburg, 5 febbraio 1923) è stato un francescano e storico tedesco.

## Biografia
Konrad Eubel era originario di Sinning (Baviera), frate minore conventuale, storico apprezzato dell'Ordine francescano. Entrò nell'Ordine nel 1864. Per le sue doti e la capacità di giudizio misurato divenne Definitore generale dell'Ordine nel 1898. Dal 1882 in poi si dedicò con costanza e acribia alla ricerca storica.
Tra le sue opere vanno ricordate la Geschichte der oberdeutschen (Strassburger) Minoritenprovinz (Würzburg 1886) e la Geschichte der Kölnischen Minoriten-Ordensprovinz (Colonia 1906). Inoltre, curò il quinto e il sesto volume del Bullarium Franciscanum, iniziato dal confratello Giovanni Giacinto Sbaraglia. Tuttavia, la sua opera più nota e - per certi versi - insostituibile è Hierarchia catholica medii aevi sive summorum pontificum, cardinalium, ecclesiarum antistitum series ab anno 1198, in due volumi (Ratisbona 1897-1910; 2ª ediz. Münster 1913-1914). È un'opera divenuta ormai di riferimento per gli storici che si occupano di vicende ecclesiali: fornisce infatti la lista delle successioni episcopali nelle varie sedi sparse in tutto il mondo, nonché i cardinali e i pontefici, a partire dal Medioevo (1198) in poi, sulla base di riferimenti storici, di documenti di archivi e di precedenti cronologie, come quella del benedettino Pius Bonifacius Gams (Series episcoporum Ecclesiae Catholicae, Ratisbona 1873). Proseguendo tale opera, Eubel giunse alla composizione del terzo volume con Guilielmus van Gulik, comprendendo tutto il secolo XVI. Abbozzerà poi il quarto volume.
L'impostazione e la semplicità di esposizione indurrà alcuni confratelli di Eubel, dopo la sua morte, a continuare la Hierarchia catholica, tanto che ancora oggi si prosegue nella stesura e negli inevitabili emendamenti.

## Hierarchia catholica
La sua opera più nota è divenuta un punto di riferimento per gli storici. I primi due volumi recano come titolo generale Hierarchia catholica Medii aevi sive summorum pontificum, S.R.E. cardinalium, ecclesiarum antistitum series. E documentis tabularii praesertim Vaticani collecta, digesta, edita:
- 1 - Ab anno 1198 usque ad annum 1431 perducta, per Conradum Eubel, Sumpt. et typis Librariae Regensbergianae, Monasterii 1913. - ISBN 978-88-7026-051-9 - link esterno
- 2 - Ab anno 1431 usque ad annum 1503, per Conradum Eubel, Sumpt. et typis Librariae Regensbergianae, Monasterii 1914. - ISBN 978-88-7026-052-6 - link esterno

A partire dal terzo volume, il titolo generale venne leggermente modificato in Hierarchia catholica Medii et Recentioris aevi..., a indicare che l'estensione temporale dell'opera veniva ampliata: 
- 3 - Saeculum XVI ab anno 1503 complectens, quod cum Societatis Goerresianae subsidio inchoavit Guilelmus van Gulik, absolvit Conradus Eubel, Sumpt. et typis Librariae Regensbergianae, Monasterii 1923. - ISBN 978-88-7026-053-3 - link esterno
- 4 - A pontificatu Clementis pp. VIII (1592) usque ad pontificatum Alexandri pp. VII (1667), per Patritium Gauchat, Sumpt. et typis Librariae Regensbergianae, Monasterii 1935. - ISBN 978-88-7026-054-0 - link esterno
- 5 - A pontificatu Clementis pp. IX (1667) usque ad pontificatum Benedicti pp. XIII (1730), per Remigium Ritzler et Pirminum Sefrin, Typis Librariae Il Messaggero di s. Antonio, Patavii 1952. - ISBN 978-88-7026-055-7 - link esterno
- 6 - A pontificatu Clementis pp. XII (1730) usque ad pontificatum Pii pp. VI (1799), per Remigium Ritzler et Pirminum Sefrin, Typis et sumpt. domus editorialis Il Messaggero di s. Antonio, Patavii 1958. - ISBN 978-88-7026-056-4 - link esterno
- 7 - A pontificatu Pii pp. VII (1800) usque ad pontificatum Gregorii pp. XVI (1846), per Remigium Ritzler et Pirminum Sefrin, Typis et sumpt. domus editorialis Il Messaggero di s. Antonio, Patavii 1968. - ISBN 978-88-7026-057-1
- 8 - A pontificatu Pii pp. IX (1846) usque ad pontificatum Leonis pp. XIII (1903), per Remigium Ritzler et Pirminum Sefrin, Typis et sumpt. domus editorialis Il Messaggero di s. Antonio, Patavii 1978. - ISBN 978-88-7026-264-3
- 9 - A pontificatu Pii pp. X (1903) usque ad pontificatum Benedicti pp. XV (1922), per Zenonem Pieta, Typis et sumpt. domus editorialis Il Messaggero di s. Antonio, Patavii 2002. - ISBN 978-88-250-1000-8

Dal 1935 fino a oggi, la casa editrice che cura la pubblicazione di Hierarchia catholica è Edizioni Messaggero (Padova).